# Morristown (Indiana)
Morristown è un comune degli Stati Uniti d'America, situato nello Stato dell'Indiana, nella contea di Shelby.